# 杨湾镇
杨湾镇，是中华人民共和国安徽省安庆市望江县下辖的一个乡镇级行政单位。

## 行政区划
杨湾镇下辖以下地区：
杨闸社区、曾墩社区、余埠村、杨湾村、丰乐村、丰大村、鸡冠村和洪湖村。